# Órgano de la Primera Iglesia Evangélica Metodista
El órgano de la Primera Iglesia Evangélica Metodista es un instrumento emplazado en dicho templo en la Ciudad Autónoma de Buenos Aires, Argentina, fabricado por la firma inglesa Forster and Andrews en 1882, cuenta con 1700 tubos en 29 rangos y 27 registros, originalmente tenía dos manuales y pedalera, pero se le adicionó un tercer manual con cinco registros más. Es uno de los pocos órganos de origen inglés en Argentina.

## Historia
El órgano fue construido por la firma inglesa Forster and Andrews en 1882, es uno de los pocos de su tipo en Argentina, su coste fue de 800 libras esterlinas en oro financiado por medio de donaciones de los vecinos.
Por varias décadas el órgano entró en desuso, y su resturación era impensada, incluso se pensó en descartarlo por completo debido a los elevados costes de su reparación. Presupuestos de empresas europeas como la inglesa Mander eran de 500.000 libras esterlinas, el alto costo era en parte por el hecho que se tenían que trasladar ciertas piezas a los talleres de Europa para su restauración. En 2007 el organista Rafael Ferreyra junto a Karina Kohoutek, Leopoldo Pérez Robledo y su hijo Juan, y orientado por Enrique Rimoldi y Enrique Godoy, restauraron el instrumento, una tarea que llevó tres años. El equipo recibió un estipendio de 45.000 pesos del Gobierno de la Ciudad de Buenos Aires para la restauración. Los tubos fueron removidos y bajados al suelo para su limpieza, los frontales fueron repintados también. Todo los mecanismos internos del instrumento, conductos, varillas, fuelle de aire de cuero, piezas de madera, fueron reajustados. Además el fuelle fue renovado ya que tenía perdidas de aire.

## Características
El órgano de la Primera Iglesia Evangélica Metodista de Buenos Aires posee 1700 tubos en 29 registros, originalmente tenía dos manuales y pedalera, pero se le adicionó un tercer manual entre los años 1920 a 1930, para el nuevo manual Choir se empleó un sistema tubular neumático, además para el nuevo manual se agregaron cinco registros traídos de Francia. Las divisiones Choir y Swell tienen su propia caja swell cada una. El sistema de transmisión es mecánico de accionamiento a varillas. La caja del órgano es de estilo neogótico Tudor.

## Disposición
El órgano presenta la siguiente disposición:
| Manual II. Great Organ |                      |      |
| 01.                    | Double Open Diapason | 016’ |
| 02.                    | Open Diapason        | 08’  |
| 03.                    | Clarabella           | 08’  |
| 04.                    | Dulciana             | 08’  |
| 05.                    | Principal            | 04’  |
| 06.                    | Piccolo              | 02’  |
| 07.                    | Trumpet              | 08’  |

| 0 | Acoplamientos y otros         | 0 |
| 0 | Swell to Great                |   |
| 0 | Swell to Great sub            |   |
| 0 | Swell to Great super          |   |
| 0 | Combinaciones fijas: P, MF, F |   |

| Manual III. Swell Organ |                    |      |
| 01.                     | Bourdon            | 016’ |
| 02.                     | Open Diapason      | 08’  |
| 03.                     | Lieblich - gedackt | 08’  |
| 04.                     | Salicional         | 08’  |
| 05.                     | Voix celeste       | 08’  |
| 06.                     | Principal          | 04’  |
| 07.                     | Suabe flote        | 04’  |
| 08.                     | Flageolet          | 02’  |
| 09.                     | Mixture            | 0III |
| 010.                    | Horn               | 08’  |
| 011.                    | Oboe               | 08’  |
| 012.                    | Vox humana         | 08’  |
| 013.                    | Trémolo            | 0    |

| 0 | Acoplamientos y otros             | 0 |
| 0 | Expression Swell                  |   |
| 0 | Combinaciones fijas: P, MF, F, FF |   |

| Manual I. Choir Organ |                  |     |
| 01.                   | Gamba            | 08’ |
| 02.                   | Dulciana         | 08’ |
| 03.                   | Flauta travesera | 04’ |
| 04.                   | Flautino         | 02’ |
| 05.                   | Clarinet         | 08’ |

| 0 | Acoplamientos y otros  | 0 |
| 0 | Expression Choir Organ |   |

| Pedal |               |     |
| 1.    | Open Diapason | 16’ |
| 2.    | Bourdon       | 16’ |
| 3.    | Violoncello   | 8’  |

| 0 | Acoplamientos y otros            | 0 |
| 0 | Swell to Pedals                  |   |
| 0 | Great to Pedals (left and right) |   |